# 4.º Comando Administrativo Aéreo
El 4° Comando Administrativo Aéreo (Luftgau-Kommando. 4) fue una unidad militar de la Luftwaffe durante la Segunda Guerra Mundial.

## Historia
Formada el 1 de abril de 1936 en Berlín (conocida inicialmente como Comando Administrativo Aéreo Berlín). El 12 de octubre de 1937 es renombrado IV Comando Adminstrativo Aéreo. El 4 de febrero de 1938 es renombrado como III Comando Administrativo Aéreo.

## Comandante
- Mayor general Graf von Sponeck – (? – 4 de febrero de 1938)

### Jefes de Operaciones (Ia)
- Teniente coronel Richter – (1 de abril de 1937 – 1 de octubre de 1937)
- Teniente coronel Walter Schwabedissen – (1 de octubre de 1937 – 4 de febrero de 1938)

### Bases
| 1 de abril de 1936 - 4 de febrero de 1938 | Berlín |

## Subordinadas
| 1 de abril de 1936 - 12 de octubre de 1937   | II Comando del Distrito Aéreo  |
| 12 de octubre de 1937 – 4 de febrero de 1938 | 2.º Comando del Distrito Aéreo |